# Henry Baker
Henry Baker (n. 8 mai 1698, Londra, Regatul Unit – d. 25 noiembrie 1774, Londra, Regatul Marii Britanii) a fost un naturalist englez, poet, publicist și scriitor.
A efectuat o serie de observații științifice la microscop, cea mai celebră fiind cea privind cristalizarea particulelor de sare, pentru care  primit, în 1744, Medalia Copley.

## Universal Spectator
Sub „numele de condei” de Henry Stonecastle, Baker a fost asociat cu Daniel Defoe în lansarea unei publicații, Universal Spectator and Weekly Journal, în 1728. În realitate, Defoe a participat cu foarte puțin, cu excepția prezenței sale la lansarea publicației, ce fusese mai degrabă gândită ca o revistă de eseuri decât ca un „ziar obișnuit.” Universal Spectator a apărut timp de 18 ani, până în 1746, având un total de 907 numere. Implicarea lui Baker ca editor al publicației a continuat până în 1733. Printre contributorii timpurii importanți s-a numărat și jurnalistul John Kelly.

## Legături externe
- Baker, Henry (1743) An attempt towards a natural history of the polype, in a letter to Martin Folkes... Arhivat în 8 martie 2019, la Wayback Machine. — „O încercare către [o descriere] a istoriei naturale a polipului, într-o scrisoare către Martin Folkes” - facsimil digital de la biblioteca Linda Hall Library
- Baker, Henry (1743) The microscope made easy Arhivat în 8 martie 2019, la Wayback Machine. — Microscopul explicat cu ușurință - facsimil digital de la biblioteca Linda Hall Library
- Henry Baker collection — Colecția Henry Baker la biblioteca John Rylands Library, Manchester